# Несправжні іглиці
Несправжні іглиці (Solenostomus) — рід риб в однойменній монотиповій родині Solenostomidae, ряду Syngnathiformes. Рід містить п'ять видів. Поширені у тропічних водах Індійського океану від Азії до Африки.
Риби не більше 15 см, малорухомі, мають нижній рот, на тлі середовища їх тяжко побачити. Живляться дрібними ракоподібними, затягуючи їх довгим трубкоподібним рилом. Розмножуються у відкритих водах, на коралових рифах або мулястому дні.
За багатьма характеристиками води подібні до справжніх іглиць, але відрізняються наявністю черевних плавців, наявністю променів і шипів у спинному плавці та зіркоподібними платівками на шкірі. Яйця виношують не самці, як у іглицевих, а самиці, за допомогою збільшених черевних плавців.

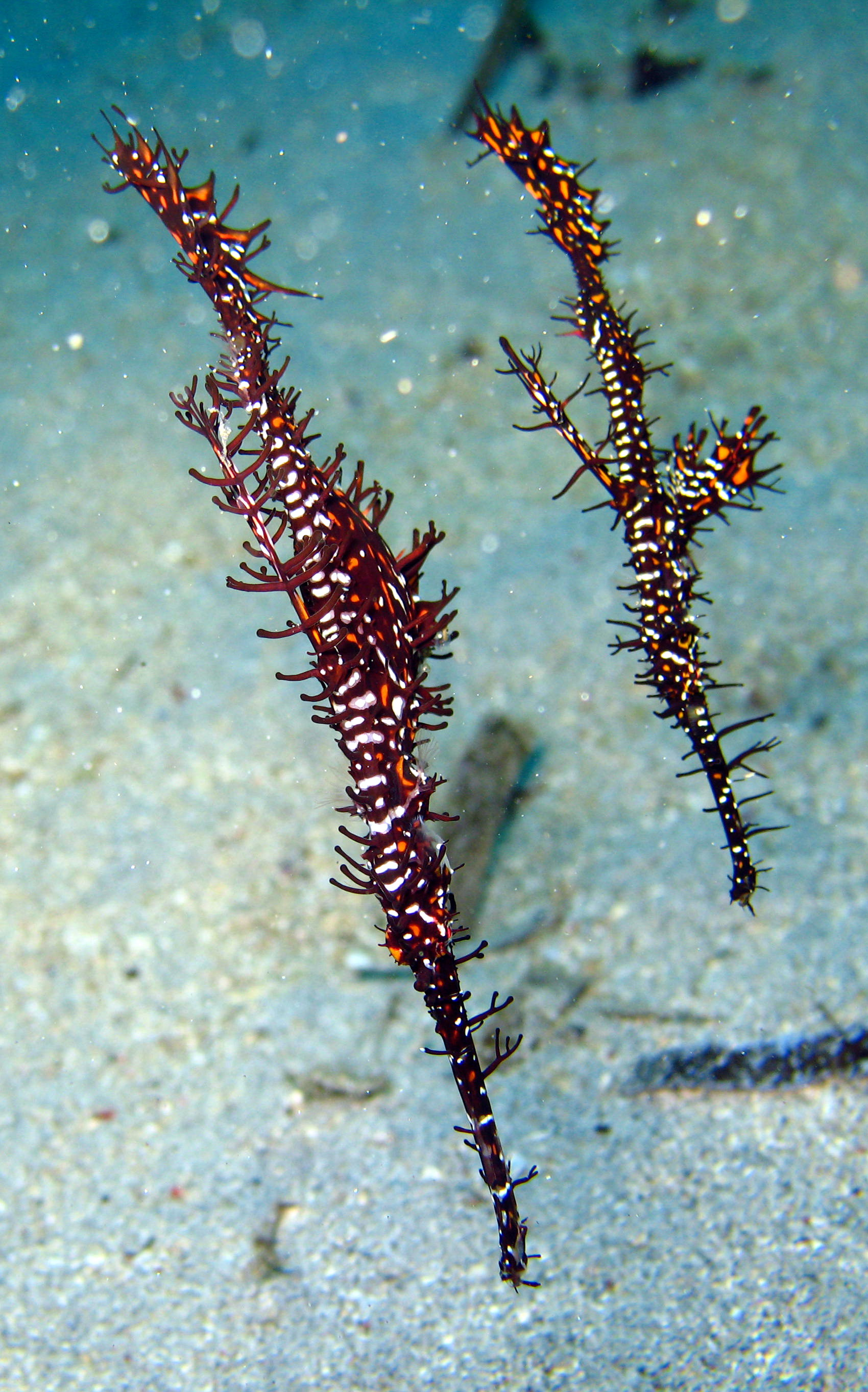
Solenostomus paradoxus

## Види
- Solenostomus armatus (Weber, 1913)
- Solenostomus cyanopterus (Bleeker, 1854)
- Solenostomus halimeda (Orr, Fritzsche and Randall, 2002)
- Solenostomus leptosoma (Tanaka, 1908)
- Solenostomus paradoxus (Pallas, 1770)